# (9355) 1991 XO2
A (9355) 1991 XO2 a Naprendszer kisbolygóövében található aszteroida. Ueda Szeidzsi és Kaneda Hirosi fedezte fel 1991. december 5-én.